# Аврункулеи
Аврункулеите (gens Aurunculeia) са плебейска фамилия от Древен Рим.
От фамилията няма консули. Първият от фамилията, който става претор през 209 пр.н.е. e Гай Аврункулеи.
Името произлиза вероятно от племето аврунки, италийски народ от Кампания.
Известни с името Аврункулей:
- Гай Аврункулей, претор 209 пр.н.е.[2]
- Гай Аврункулей, военен трибун на трети легион 207 пр.н.е.
- Луций Аврункулей, претор urbanus 190 пр.н.е.
- Гай Аврункулей, посланик в Азия 155 пр.н.е.
- Луций Аврункулей Кота (+ 54 пр.н.е.), офицер – легат при Гай Юлий Цезар. [3]